# Tour della nazionale maschile di rugby a 15 delle Figi 2009
Dopo gli ottimi risultati della Coppa del Mondo 2007, la nazionale di rugby a 15 delle Figi si reca più volte in tour.
| Arbitro: | Chris White |

|                           |      |               |
| 21' Beattie, 51' Morrison | mt   | 38' Goneva    |
| 21' e 51' Godman          | tr   | 38' N. Little |
| 14', 28' e 34' Godman     | c.p. | 62' N. Little |

| Arbitro: | Marius Jonker |

|                                                           |      |                     |
| 18' e 62' Earls, 45' O' Driscoll, 67' Kearney, 76' Horgan | mt   |                     |
| 18', 45', 63', 68' e 77' Sexton                           | tr   |                     |
| 9' e 40' Sexton                                           | c.p. | 27' e 43' N. Little |

| Arbitro: | Jérôme Garcès |

|                       |      |                                                        |
| 33' Toniţă, 80' Bălan | mt   | 37' Goneva, 60' Naikadawa, 73' Nagusa, 78' Ratu Nagado |
| 80' Dumbravă          | tr   | 37', 50' e 73' Matavesi                                |
| 7' e 40' Vaicu        | c.p. | 60' Matavesi                                           |